# Rathaus (Beilngries)

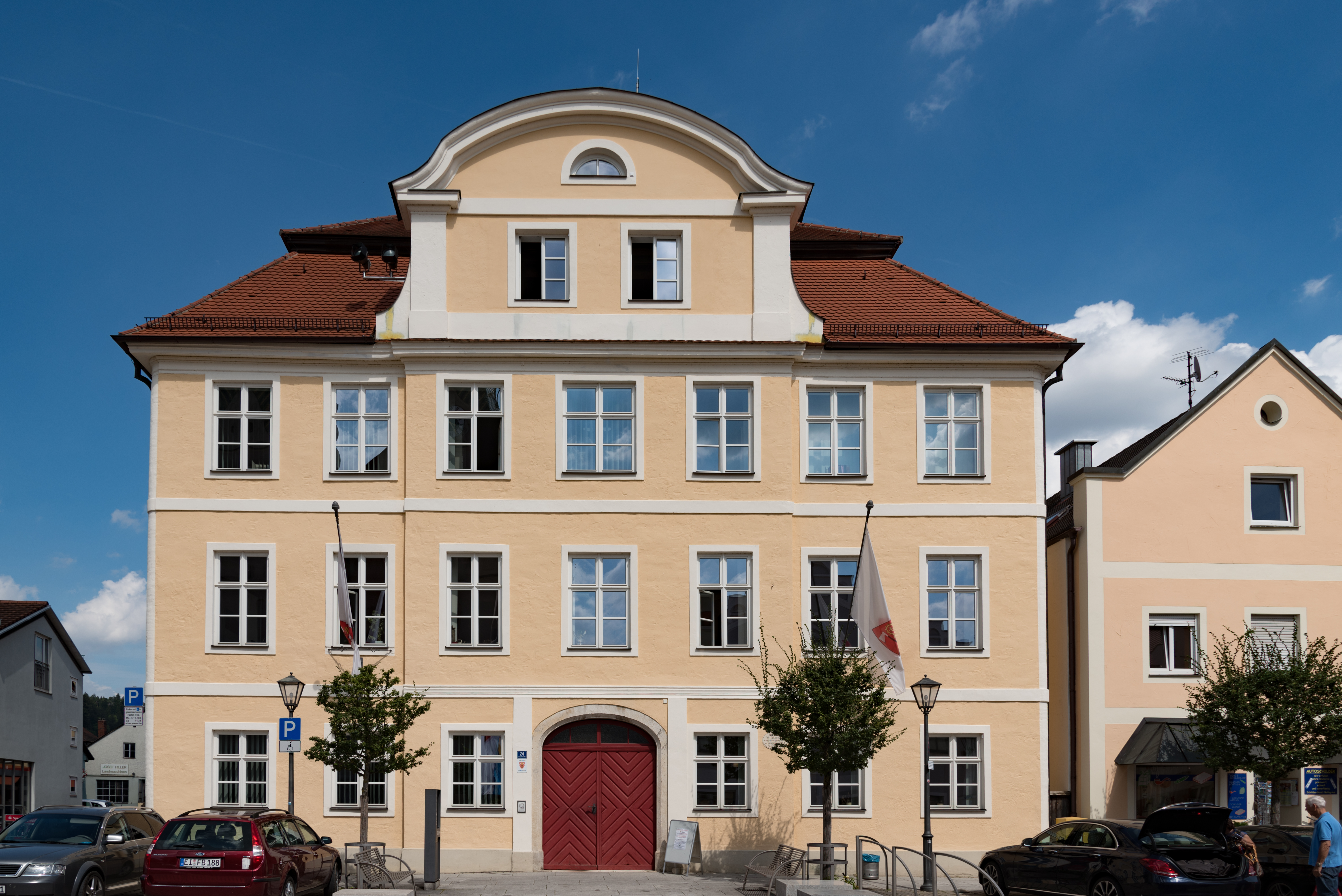
Rathaus in Beilngries

Das Rathaus in Beilngries, einer Stadt im oberbayerischen Landkreis Eichstätt, wurde von 1740 bis 1742 errichtet. Das Rathaus an der Hauptstraße 24 ist ein geschütztes Baudenkmal.

## Geschichte
Der dreigeschossige Mansarddachbau mit Schweifgiebelrisalit wurde nach Plänen des Baumeisters Gabriel de Gabrieli erbaut. Bis 1802 war das Gebäude Sitz des fürstbischöflichen Oberamtmanns. Danach befand sich darin das Landgericht und Bezirksamt. Bevor die Stadtverwaltung Beilngries im Jahr 1972 darin einzog, diente es als Landratsamt Beilngries.